# Макалистер, Джейми
Джеймс (Джейми) Рейнольдс Макалистер (англ. James (Jamie) Reynolds McAllister; 26 апреля 1978, Глазго, Шотландия) — бывший шотландский футболист, ныне — тренер.

## Карьера
Начинал свою карьеру в «Куин оф зе Саут». В 1999 году был куплен за 58 тысяч фунтов «Абердином». Свой первый трофей (Кубок шотландской лиги) Макалистер в 2004 году завоевал в составе «Ливингстона». Затем защитник провел два сезоне в составе вышедшего в число лидеров чемпионата — клубе «Харт оф Мидлотиан». Во втором сезоне за него стал проигрывать борьбу за место в составе Чемпиону Европы 2004 года, греку Панайотис Фисасу и португальцу Хосе Гонсалвешу.
Затем провел несколько лет в английском Чемпионшипе за «Бристоль Сити». В дебютном сезоне 2007/08 в лиге команда сразу заняла четвёртое место и получила право побороться за выход в Премьер-лигу, но проиграла в финале плей-офф на «Уэмбли» «Халл Сити» со счётом 0:1, не сумев в третий раз в своей истории выйти в элитный дивизион.
Завершал свою карьеру Макалистер в низших английских лигах.

### В сборной
Свой единственный матч за сборную Шотландии защитник провел 30 мая. В этот день футболисты «тартановой армии» дома в товарищеском поединке одолели Тринидад и Тобаго (4:1). В 2008—2009 гг. защитник, спустя время, вновь стал получать вызовы в шотландскую сборную на матчи отборочного турнира ЧМ-2010 в ЮАР, но на поле в составе национальной команды он больше не появлялся.

## Тренерская деятельность
Свою тренерскую карьеру Макалистер начал еще в 2014 году, когда он вместе с Дэвидом Джеймсом являлся играющим ассистентом наставника индийской «Кералы Бластерс». Входил в штаб Ли Джонстона в «Бристоль Сити», «Сандерленде» и в шотландском «Хиберниане». Также работал помощником тренера в «Бристоль Роверс».
9 июля 2024 года Макалистер начал самостоятельную работу с командой «ДППМ» из Брунея, выступающей в сингапурской Премьер-Лиге. У руля в ней он сменил португальца Руя Капелу. В сентябре шотландец параллельно стал временно исполнять обязанности главного тренера сборной Брунея.

## Достижения
- Обладатель Кубка Шотландии (1): 2005/06.
- Обладатель Кубка шотландской лиги (1): 2004.